# Герб Кучургана
Герб Кучургана — офіційний символ Кучургана Роздільнянського району Одеської області.

## Опис
Емблема, що складається з двох рівновеликих вертикальних смуг жовтого та сталевого кольорів, об'єднаних червоною смугою та вписаних у декоративний картуш, увінчаний золотим колоссям.